# Towarzystwo Miast Partnerskich Torunia
Towarzystwo Miast Partnerskich Torunia – towarzystwo współpracy z miastami bliźniaczymi Torunia. Jego siedziba mieści się w Dworze Bractwa Świętego Jerzego przy ul. Podmurnej 4/6.
Instytucja powstała 9 kwietnia 1993 roku w Toruniu. Do podstawowych zadań Towarzystwa należą: promocja Torunia w miastach partnerskich, bliższe zaprezentowania miast bliźniaczych w Toruniu oraz utrzymywanie z nimi stałych kontaktów.

## Miasta partnerskie Torunia
Miasta partnerskie Torunia:
- Filadelfia – umowa z Toruniem od 1976 roku[3]
- Getynga – umowa z Toruniem od 1978 roku[3]
- Lejda – umowa z Toruniem od 1988 roku[3]
- Hämeenlinna – umowa z Toruniem od 1989 roku[3]
- Čadca – umowa z Toruniem od 1996 roku[3]
- Swindon – umowa z Toruniem od 2003 roku[3]
- Łuck – umowa z Toruniem od 2008 roku[3]
- Novo mesto – umowa z Toruniem od 2009 roku[3]
- Guilin – umowa z Toruniem od 2010 roku[3]
- Angers – umowa z Toruniem od 2016 roku[4]
- Kowno – umowa z Toruniem od 2018 roku[5]
- Bryan – umowa z Toruniem od 2025 roku[6]
- College Station – umowa z Toruniem od 2025 roku[6]
- Ferrara – umowa z Toruniem od 2025 roku[6]

Dawne miasta partnerskie Torunia:
- Królewiec – umowa z Toruniem w latach 1995–2022[3][7] (rozwiązana 3 marca 2022 roku w związku z inwazją Rosji na Ukrainę[7][8])